# Donald Charlton Bradley
Donald Charlton Bradley (* 7. November 1924 in London; † 20. Dezember 2014) war ein britischer Chemiker (Anorganische Chemie).

## Leben
Bradley wuchs in Hove auf. Im Zweiten Weltkrieg arbeitete er nach dem Schulabschluss für die  British Electrical and Allied Industries Research Association (ERA) in London zum Beispiel an der Erweiterung der Lebensdauer von Kondensatoren und der Wirkung von Senfgas auf elektrische Bauteile. Daneben begann er ein Studium am Birkbeck College der Universität London mit dem Bachelor-Abschluss in Chemie 1946 und der Promotion in physikalischer anorganischer Chemie bei William Wardlaw 1950. Danach forschte er weiter am Birkbeck College (an dem er 1959 einen D.Sc. erhielt) als Lecturer, bevor er 1959 Professor an der University of Western Ontario wurde. 1965 wurde er Professor für anorganische Chemie am Queen Mary College der Universität London. Dort war er bis 1983 Leiter der Abteilung anorganische Chemie und wurde 1988 emeritiert.
Er befasste sich mit der Chemie von Metall-Alkoholaten und Metallamiden und mit der Umwandlung von Metalloxiden und Metallnitriden (darunter sehr volatilen Verbindungen von Indium, Gallium und Aluminium), was Anwendungen in der Mikroelektronik fand. Er erfand ein sehr effizientes Verfahren zur Reinigung von Trimethylgallium und Trimethylindium, das vom Verteidigungsministerium patentiert wurde und von der Firma Epichem lizenziert wurde. 
Er wurde 1980 Fellow der Royal Society, deren Royal Medal er 1998 erhielt, und CBE. Bradley erhielt die Ludwig Mond Medal und war 1987 Lecturer der Royal Society of Chemistry, deren Vizepräsident und Präsident der Dalton-Sektion er war. Bradley war Fellow des Birkbeck College und Queen Mary College. 2010 hielt er die Bakerian Lecture.
Von 1986 bis 1991 war er Herausgeber (Executive Editor) von Polyhedron.